# Soumaa
Soumaa (în arabă صومعة) este o comună din provincia Blida, Algeria.
Populația comunei este de 37.461 de locuitori (2008).